# Mont Albert
El Mont Albert és una muntanya de 1.151 metres de les muntanyes Chic-Choc, que es troba a la regió de la Quebec (Canadà), i forma part del Parc Nacional Gaspesie a la península Gaspe a l'est del Quebec. És un dels cim més alts del sud del Quebec, i és molt popular per a la pràctica del senderisme. El seu nom va ser escollit en honor del príncep Albert de Saxònia-Coburg Gotha perquè el geòleg Alexander Murray en va fer la primera ascensió registrada el mateix del de l'aniversari del Príncep, el 26 d'agost de 1845.